# Muzeul Județean de Istorie din Brașov
Muzeul Județean de Istorie este principala instituție muzeală din județul Brașov. Aceasta funcționează actual în patru spații: Casa Sfatului, Bastionul Țesătorilor, Bastionul Graft și clădirea „Olimpia".
Misiunea Muzeului Județean de Istorie Brașov este de a descoperi, identifica, proteja, cerceta și valorifica patrimoniul cuprins în colecțiile sale de bunuri culturale, de a aduce prestigiu, mândrie și înțelegere, de a învăța și educa, și, nu în ultimă instanță, de a obține obișnuința brașoveanului de a vizita muzeele sale și dorința turistului de a reveni în Brașov.
Muzeul de Istorie Brașov a fost înființat în baza deciziei nr. 227/11 iunie 1990 a Primăriei Județului Brașov și a primit codul de înregistrare fiscală 4384303 de la Ministerul Economiei și Finanțelor, la 27 iulie 1993. Începând din anul 2015, denumirea oficială a Muzeului de Istorie Brașov este Muzeul Județean de Istorie Brașov, în baza Hotărârii nr. 281/31.08.2015 a Consiliului Județean Brașov.
Activitatea Muzeului Județean de Istorie Brașov cu publicul se desfășoară în principal în mai multe clădiri monumente istorice clasa A:
- Casa Sfatului, Piața Sfatului nr. 30, clădire monument istoric, 700 mp spații expoziționale, în care funcționează expoziția permanentă „Brașov – Istorie, Cultură, Civilizație” (parter și subsol) și sălile pentru expoziții temporare (etajul I).

- Bastionul Țesătorilor, str. George Coșbuc nr. 9, clădire monument istoric, cu suprafața de 700 m.p., în care funcționează expoziția permanentă „Cetatea Brașovului și fortificațiile din Țara Bârsei” (două săli de expoziție cu 120 m.p. spații de expunere); în subsol a fost amenajată o sală de conferințe (120 m.p.).

- Bastionul Graft, Aleea După Ziduri, monument istoric în care sunt organizate expoziții temporare, rezidențe artistice și concerte (70 m.p. spații de expunere).

- Clădirea „Olimpia",  str. George Coșbuc nr. 2, clădire monument istoric, cu suprafața de 802 m.p., în care va funcționa expoziția permanentă „OLIMPIA – Muzeul sportului și turismului montan” (110,79 mp); la etaj, în vara anului 2018 a fost amenajată o sală pentru expoziții temporare (75,98 mp); la etaj și mansardă urmează să fie amenajate birouri, biblioteca muzeului și depozite pentru colecțiile de bunuri culturale ale muzeului.

Sediul administrativ se află în municipiul Brașov, str. N. Bălcescu nr. 67